# Museion (Bolzano)
Vous pouvez aider à l'améliorer ou bien discuter des problèmes sur sa page de discussion.
- Il ne cite pas suffisamment ses sources. Vous pouvez indiquer les passages à sourcer avec {{référence nécessaire}} ou {{Référence souhaitée}}, et inclure les références utiles en les liant aux notes de bas de page. (Marqué depuis avril 2024)
- Certaines informations devraient être mieux reliées aux sources mentionnées dans la bibliographie ou les liens externes. Améliorez sa vérifiabilité en les associant par des références. (Marqué depuis avril 2024)
- Il ne s’appuie pas, ou pas assez, sur des sources secondaires ou tertiaires. (Marqué depuis avril 2024)

- Archive Wikiwix
- Bing
- Cairn
- DuckDuckGo
- E. Universalis
- Gallica
- Google
- G. Books
- G. News
- G. Scholar
- Persée
- Qwant
- (zh) Baidu
- (ru) Yandex
- (wd) trouver des œuvres sur Wikidata

Le Museion (du grec : μουσείον, le temple des muses) est un musée d’art contemporain situé à Bolzano, dans le Tyrol du Sud (Trentin-Haut-Adige), en Italie. Il a été fondé en 1985 par une association privée, avec le soutien de l'administration de la province autonome de Bolzano. En 2008, il a déménagé dans son nouveau site conçu par le cabinet allemand d’architectes KSV Krüger Schuberth Vandreike.